# Sergio Álvarez Rodríguez de Villaamil
Sergio Álvarez Rodríguez de Villamil, o de Villaamil (Madrid, 14 de març de 1889 - Madrid, 7 de maig de 1960) va ser mèdic i polític espanyol, alcalde de Madrid durant la Segona República.
Va accedir a l'ajuntament de Madrid a l'octubre de 1934, en fer-se càrrec de l'ajuntament una gestora després dels successos revolucionaris d'aquesta data, amb Rafael Salazar Alonso com a alcalde. Villaamil va substituir Salazar (que va dimitir a causa de l'escàndol de l'estraperlo) l'octubre de 1935 i va ocupar el càrrec d'alcalde fins al triomf del Front Popular a les eleccions de febrer de 1936, que van restaurar la corporació municipal destituïda el 1934.
Dona nom a l'estació del tren lleuger Álvarez de Villamil al PAU de Sanchinarro de Madrid.